# Anne-Chatrine Lafrenz
Anne-Chatrine Lafrenz (Gremersdorf, 30 september 1936 – Steinfurt, 24 juli 2023) was een atlete uit Duitsland.
Op de Olympische Zomerspelen van 1956 nam Lafrenz voor het Duits eenheidsteam deel aan de onderdelen kogelstoten en discuswerpen.
- Gemeinsame Normdatei: 1297885341
- World Athletics: 14555065
- Virtual International Authority File: 1759169181055569050003